# Krunýřovcovití
Krunýřovcovití (Loricariidae) je čeleď paprskoploutvých ryb z řádu sumci (Siluriformes). Pochází ze sladkých vod Kostariky, Panamy a tropické Jižní Ameriky. Mezi charakteristické znaky krunýřovcovitých patří kostěné destičky chránící tělo, ústa přeměněná v přísavku a zvláštní způsob regulace množství světla dopadajícího do oka.